# Episodi di Boston Public (terza stagione)
La terza stagione della serie televisiva Boston Public è composta da 22 episodi ed è stata trasmessa negli Stati Uniti dal canale Fox dal 21 ottobre 2002 al 5 maggio 2003.
| nº | Titolo originale    | Titolo italiano         | Prima TV USA     | Prima TV Italia |
| -- | ------------------- | ----------------------- | ---------------- | --------------- |
| 1  | Chapter forty-five  | Lo sciopero             | 21 ottobre 2002  |                 |
| 2  | Chapter forty-six   | Senza alternativa       | 28 ottobre 2002  |                 |
| 3  | Chapter forty-seven | Ripensamenti            | 4 novembre 2002  |                 |
| 4  | Chapter forty-eight | Il verdetto             | 11 novembre 2002 |                 |
| 5  | Chapter forty-nine  | La nuova insegnante     | 18 novembre 2002 |                 |
| 6  | Chapter fifty       | Scambi di baci          | 25 novembre 2002 |                 |
| 7  | Chapter fifty-one   | Orgoglio e pregiudizio  | 2 dicembre 2002  |                 |
| 8  | Chapter fifty-two   | Il costo del silenzio   | 16 dicembre 2002 |                 |
| 9  | Chapter fifty-three | Amori e contrasti       | 6 gennaio 2003   |                 |
| 10 | Chapter fifty-four  | L'arte della seduzione  | 13 gennaio 2003  |                 |
| 11 | Chapter fifty-five  | Una relazione scottante | 20 gennaio 2003  |                 |
| 12 | Chapter fifty-six   | Uno studente modello    | 3 febbraio 2003  |                 |
| 13 | Chapter fifty-seven | Attrazione fatale       | 10 febbraio 2003 |                 |
| 14 | Chapter fifty-eight | Nuova alleanza          | 24 febbraio 2003 |                 |
| 15 | Chapter fifty-nine  | Una spia in classe      | 3 marzo 2003     |                 |
| 16 | Chapter sixty       | Difficile distacco      | 10 marzo 2003    |                 |
| 17 | Chapter sixty-one   | Il test contestato      | 17 marzo 2003    |                 |
| 18 | Chapter sixty-two   | Il piccolo uomo         | 31 marzo 2003    |                 |
| 19 | Chapter sixty-three | Amori difficili         | 7 aprile 2003    |                 |
| 20 | Chapter sixty-four  | Attese e disattesa      | 28 aprile 2003   |                 |
| 21 | Chapter sixty-five  | Giulietta e Romeo       | 5 maggio 2003    |                 |
| 22 | Chapter sixty-six   | All'ultimo minuto       | 5 maggio 2003    |                 |